# Король Віталій Вікторович
Віта́лій Ві́кторович Коро́ль (23 травня 1995 — 28 серпня 2014) — солдат Збройних сил України, учасник російсько-української війни.

## Життєпис
Народився 1995 року в смт Власівка (Кіровоградська область); закінчив власівську ЗОШ та світловодське професійно-технічне училище № 5 — електрогазозварник. Призваний на службу за контрактом у листопаді 2013 року; командир танку 1-го взводу 3-ї танкової роти 1-го танкового батальйону, 17-та окрема танкова бригада.
Згорів у танку під час прориву з оточення під Іловайськом. Танк Віталія йшов першим в колоні, яка виходила до села, був розстріляний російськими танками, загинув весь екіпаж — механік-водій Василь Милащенко та навідник Віталій Калакун.
2 вересня 2014-го тіло Віталія Короля разом з тілами 87 інших загиблих у Іловайському котлі було привезено до Запоріжжя.
Вважався зниклим безвісти, ідентифікований за експертизою ДНК серед загиблих. 25 вересня 2015 року відбулося в смт Власівка з військовими почестями.
Без сина лишились батьки.

## Нагороди та вшанування

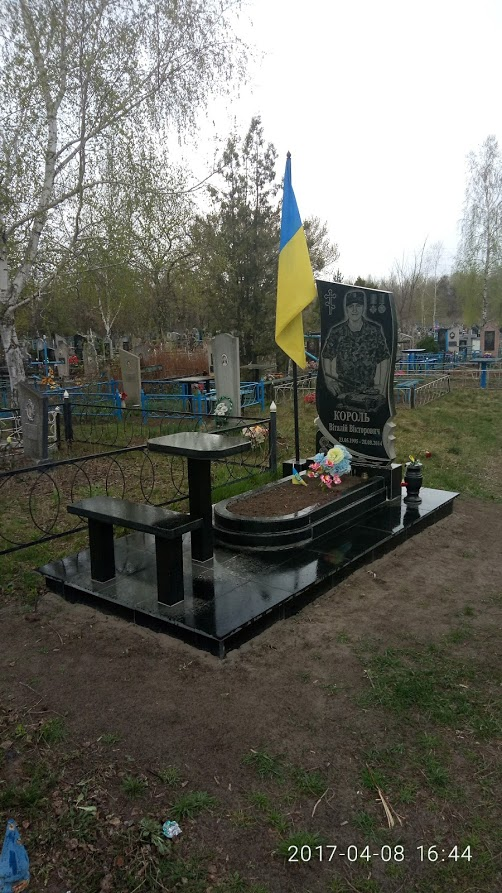
Поховання у Власівці.

За особисту мужність і героїзм, виявлені у захисті державного суверенітету та територіальної цілісності України, вірність військовій присязі під час російсько-української війни, відзначений — нагороджений
- 18 травня 2016 року — орденом «За мужність» III ступеня (посмертно)[1]

File:
- Його портрет розміщений на меморіалі «Стіна пам'яті полеглих за Україну» у Києві: секція 3, ряд 6, місце 20
- Вшановується 29 серпня на щоденному ранковому церемоніалі вшанування українських захисників, які загинули цього дня у різні роки внаслідок російської збройної агресії[2]
- у світловодському ПТУ № 5 йому відкрито меморіальну дошку[3]